# Link Air Express
Link Air Express (mã ICAO = LKX) là hãng hàng không vận chuyển hàng hóa của Ý, trụ sở ở Peschiera Borromeo, Milano. Hãng có dịch vụ vận chuyển hàng hóa theo tuyến đường cố định và thuê bao. Căn cứ của hãng ở Sân bay Linate, Milano.

## Lịch sử
Link Air Express được thành lập năm 2006 và bắt đầu hoạt động từ tháng 4/2006. Hãng hiện có 10 nhân viên (tháng 3/2007).

## Các nơi đến
(Tháng 6/2007):
- Ý
  - Milano
  - Cagliari
  - Catania
- Đức
  - Baden

## Đội máy bay
(Tháng 3/2007):
- 3 ATR 42-300F

Ngày 3.4.2006 hãng có 2 máy bay ATR 42 và máy bay thứ 3 được giao trong tháng 6/2006.